# Luisen Sympathie Klänge
Luisen Sympathie Klänge, op. 81, är en vals av Johann Strauss den yngre. Den spelades första gången den 16 juli 1850 i Wien.

## Historia
Den 16 juli 1850 höll Johann Strauss en festivalkonsert i Volksgarten i Wien med titeln "Großer Assemblee". Vid tillfället framförde han sina "senaste kompositioner" Wiener-Garnison-Marsch", op. 77, Heiligenstädter Rendez-vous-Polka, op. 78 samt valsen Maxing-Tänze, op. 79. Speciellt för kvällen hade han komponerat valsen Luisen Sympathie Klänge. Evenemanget avslutades med ett lysande fyrverkeri. 
Strauss hade i snabb följd skrivit valserna Die Gemüthlichen (op. 70) tillägnad stamgästerna på danslokalen Zum Sperl i Leopoldstadt, den inspirerande Frohsinns-Spenden (op. 73) och Lava-Ströme (op. 74) till två välgörenhetsbaler. Dessa följdes av den mer noggrant strukturerade valsen Luisen Sympathie Klänge. Konstruktionen av verket var viktigt och överskred tydligt formen för dansvalsen och banade väg för konsertvalsen. Att Strauss skrev valsen för sex trumpeter (unikt i hans verklista) är betydande. Han önskade markant accentuera valsrytmen och de fyra hornisterna fick byta instrument till trumpeter.
En trolig förklaring till valsens titel var den före detta drottningen av Preussen, Luise. Luise-stiftelsen för utbildning av flickor inrättades till hennes ära och den 3 augusti 1814, till minne av sin avlidna drottning, inrättade kung Fredrik Vilhelm III "Luise-Ordern" för att erkänna handlingar av patriotism och filantropi. I april 1850 - bara veckor innan Strauss presenterade sin nya vals - återupplivades orden och tillägnades de kvinnor som utmärkte sig genom att ta hand om sårade soldater under krigen 1848 och 1849.

## Om valsen
Speltiden är ca 9 minuter och 24 sekunder plus minus några sekunder beroende på dirigentens musikaliska tolkning.

## Weblänkar
- Dynastin Strauss 1850 med kommentarer om Luisen Sympathie Klänge.
- Luisen Sympathie Klänge i Naxos-utgåvan.